# Firewall (film)
Firewall is een Amerikaans-Australische thriller uit 2006. De film werd geregisseerd door Richard Loncraine.

## Verhaal
De hoofdbeveiliger Jack Stanfield werkt voor de Landrock Pacific Bank. Wanneer zijn gezin gegijzeld wordt, moet hij $100.000 stelen van zijn eigen bank om zijn familie levend terug te krijgen.

## Rolverdeling
- Harrison Ford als Jack Stanfield, hoofd beveiliging van Landrock Pacific Bank
- Paul Bettany als Bill Cox, een zakenman en gijzelnemer
- Virginia Madsen als Beth Stanfield, Jack's vrouw
- Mary Lynn Rajskub als Janet Stone, Jack's secretaresse
- Jimmy Bennett als Andy Stanfield, Jack's zoon
- Carly Schroeder als Sarah Stanfield, Jack's dochter
- Robert Forster als Harry Romano, Jack's collega
- Robert Patrick als Gary Mitchell, Jack's collega
- Nikolaj Coster-Waldau als Liam, hulpje van de gijzelnemer
- Kett Turton als Vel, hulpje van de gijzelnemer
- Vince Vieluf als Pim, hulpje van de gijzelnemer
- Vincent Gale als Willy, hulpje van de gijzelnemer
- Alan Arkin als Arlin Forester, de directeur van Landrock Pacific Bank